# Tirathaba mundella
Pour les articles homonymes, voir Mundella.
Espèce
Tirathaba mundella est une espèce d'insectes lépidoptères de la famille des Pyralidae, originaire du Sud-Est asiatique.
La chenille de ce papillon est un ravageur du cocotier, du palmier à huile et d'autres espèces de palmiers.